# Климовский сельский совет (Полтавская область)
Климовский сельский совет (укр. Климівська сільська рада) — входит в состав
Карловского района
Полтавской области
Украины.
Административный центр сельского совета находится в 
с. Климовка.

## Населённые пункты совета
- с. Климовка